# Eduard Mack
Eduard Mack (* 6. September 1918 in Alexanderhilf; † 8. Oktober 2011) war ein deutscher Schriftsteller schwarzmeerdeutscher Herkunft, der Bücher über seine Volksgruppe in der Ukraine schrieb.

## Leben
Nachdem er die Grundschule in Alexanderhilf abgeschlossen hatte, besuchte er von 1930 bis 1934 die Großliebenthaler Mittelschule. Von 1935 bis 1937 studierte er an dem Deutschen Pädagogischen Institut in Odessa. Von 1937 bis 1941 unterrichtete Mack an der Freudenthaler Schule als Lehrer, zwischen 1942 und 1944 an der Alexanderhilfer Schule. Nach der Umsiedlung in das Wartheland (1944) wurde er zur deutschen Wehrmacht einberufen.
Im Mai 1945 kam er in sowjetische Gefangenschaft und wurde zu 10 Jahren Zwangslager im Nord-Ural verurteilt. Nach der Entlassung ließ er sich in Dusti, wohin seine Familie hingesiedelt wurde, nieder. Dort arbeitete er als Hauptbuchhalter bei der Post. 1990 kam Mack mit seiner Familie nach Deutschland und zog nach Ravensburg.
1939 heiratete Mack die Lehrerin Ottilie Lutz. Aus der Ehe entstammen zwei Töchter.

## Veröffentlichungen
- Zwischen Moldau und Ukraine. Erinnerungen an die deutschen Kolonien im Glückstaler Gebiet. 2005.
- Erinnerungen an die deutschen Kolonien des Großliebentaler Rayons bei Odessa. 2007.